# Pilsdorf (Sayda)
Pilsdorf ist ein Ortsteil der sächsischen Stadt Sayda im Landkreis Mittelsachsen.

## Geografie

### Lage
Pilsdorf liegt etwa 2 Kilometer nordwestlich von Sayda im Erzgebirge. Die Ansiedlung erstreckt sich über etwa 1 Kilometer im Tal eines nach Süden der Biela zufließenden Baches. Nordwestlich des Ortes liegt die 682 m ü. NN hohe Saydaer Höhe.
Nördlich besteht Anschluss an die Staatsstraße 207 Oederan-Deutscheinsiedel, über eine Kommunalstraße besteht zudem Anschluss an Ullersdorf und die dort verlaufende Bundesstraße 171 Olbernhau–Dippoldiswalde.

### Nachbarorte
| Dörnthal      | Voigtsdorf                                  |            |
| Pfaffroda     | Kompassrose, die auf Nachbargemeinden zeigt | Friedebach |
| Dittmannsdorf | Ullersdorf                                  | Sayda      |

## Geschichte
In einem Lehnbrief vom 20. Januar 1451 werden Ullerstorff und Bilgisdtorff erstmals erwähnt. Es wird angenommen, dass die Besiedelung bereits im 14. Jahrhundert erfolgte. Mit der Reformation 1539 kam der Ort zur Parochie Sayda.

1764 bestand für beide Orte ein Erbgericht in Pilsdorf. 1783 hinterließ es der Besitzer Christian Gottlieb Beyer seinen Erben samt Frei- und Beigut sowie der Mahl- und Ölmühle.
1770 erhielt Ullersdorf eine Schule in der auch die Kinder aus Pilsdorf unterrichtet wurden.
August Schumann nennt 1821 im Staats-, Post- und Zeitungslexikon von Sachsen Pilsdorf betreffend u. a.:
„Es giebt hier 12 Häuser, meist Güter, darunter das, auf einer steilen Anhöhe hübsch gelegene, gut gebaute und bedeutende Erbgericht, und das Heidengut, ein Freigut, welches jedoch nur wie ein ansehnliches Bauerngut sich darstellt, und ganz abgesondert nordöstlich vom Dorfe liegt. Zum Erbgericht gehören einige Teiche in Westen, zum Heidengut mehrere kleine am Ursprung der Biela.
Die Fluren [...] sind nach Verhältnis des Ortes groß, enthalten aber sehr geringes Feld; zum Erbgericht gehört nicht unbedeutende Holzung zwischen Dörenthal und Ullersdorf [...]“
Mit der Umsetzung der sächsischen Landgemeindeordnung zum 1. Mai 1939 unterstand die neu gebildete Gemeinde Ullersdorf mit Pilsdorf in Gemeindeangelegenheiten dem Amt Freiberg.
Nach dem Ende der Patrimonialgerichtsbarkeit 1851 unterstand Ullersdorf mit Pilsdorf in Justizangelegenheiten fortan dem Königlichen Gericht Sayda.
1915 wurde der einzige Lehrer der Gemeinde Ullersdorf zum Kriegsdienst eingezogen, woraufhin die Schüler die Saydaer Schule besuchen mussten.
Im Werk "Neue Sächsische Kirchengalerie" von 1901 werden Ullersdorf und Pilsdorf gemeinsam beschrieben. Pilsdorf betreffend heißt es dort lediglich:
„Die Zahl der Güter ist 26, der Wirtschaften 21, der Häuser 19, wovon 7-4-6 auf Pilsdorf kommen.“
Am 1. Juli 1950 wurde Ullersdorf mit Pilsdorf nach Sayda eingemeindet. Beide sind seitdem Ortsteile von letzterem.

## Entwicklung der Einwohnerzahl
| Jahr  | Einwohnerzahl                           |
| ----- | --------------------------------------- |
| 15511 | 22 besessene Mann, 52 Inwohner          |
| 17641 | 22 besessene Mann, 14 Häusler, 12 Hufen |
| 1834  | 99                                      |

| Jahr | Einwohnerzahl |
| ---- | ------------- |
| 1871 | 144           |
| 1890 | 120           |

1 Ullersdorf mit Pilsdorf